# 해적 (1994년 영화)
"해적"은 1994년에 개봉한 대한민국의 영화이다.

## 캐스팅
- 이일재 : 임우만 역
- 허준호 : 홍백 역
- 독고영재 : 김태웅 역
- 김동년 : 서옥 역
- 방은희 : 도희 역
- 오동영 : 막바우 역
- 이성훈 : 동혁 역
- 이해룡 : 박 사장 역
- 김하림 : 박 전무 역
- 최승원 : 돌고래 역
- 홍원표 : 사천왕 1 역
- 신범식 : 사천왕 2 역
- 김덕형 : 사천왕 3 역
- 박진위 : 사천왕 4 역
- 길달호 : 들개 역
- 오희찬 : 일지매 역
- 김명환 : 선장 역
- 김상원 : 달근이 역
- 임준환 : 달근이 역
- 박병택 : 따개비 역
- 주일몽 : 우만 부 역
- 전숙 : 우만 모 역
- 서지희 : 홍백 모 역
- 박동룡 : 강 사장 역
- 장정국 : 이화사장 역
- 나갑성 : 궁전사장 역
- 심상천 : 사장 1 역
- 안진수 : 사장 2
- 이석구 : 형사 역
- 김경란 : 아낙 역
- 양민호 : 상어 역
- 김진우 : 아구 역
- 방운찬 : 보스 1 역
- 박용팔 : 식당손님 역
- 문동근 : 권투관장 역
- 박세범 : 지배인 역
- 장태웅 : 웨이터 역
- 배중수 : 권투선수 역
- 백남수 : 킬러 역
- 이정섭 : 똘마니 1 역
- 전진태 : 똘마니 2 역
- 오규호 : 똘마니 3 역
- 이삼주 : 똘마니 4 역
- 정도영 : 천호 역
- 문효정 : 여자 1 역
- 배선윤 : 여자 2 역
- 이효진 : 작부 역
- 최길호 (특별출연)
- 김중태 (특별출연)
- 허기호 (특별출연)